# Sportske novosti
Sportske novosti su hrvatski sportski dnevni list iz Zagreba. Ranije je izlazio pod nazivima Ilustrirane fiskulturne novine i Narodni sport.
Prvi broj izašao je 9. kolovoza 1945. godine kao nastavak tradicije Ilustriranih sportskih novosti, najpoznatijih predratnih hrvatskih sportskih novina koje su izlazile od 1936. do 1941. godine, a glavni im je urednik bio Vladimir Bičanić. IFN pokrenute su na inicijativu Miroslava Habuneka i u početku su izlazile tjedno. Od 10. prosinca 1945. list nosi naziv Narodni sport. Od ožujka 1949. godine list izlazi dvaput tjedno; ponedjeljkom i petkom, a od 1951. godine triput tjedno.
Početkom 1962. godine list ulazi u sastav kuće Vjesnik, te mijenja ime u Sportske novosti, od 1. ožujka, izlazeći pet puta tjedno (osim srijedom i petkom). Godine 1964. uvedeno je izdanje za Sloveniju (izlazilo do 2014. i spajanja sa slovenskim listom Ekipa). Od 1967. godine izlaze svakim danom osim nedjelje. List je 1974. godine izdavan u 100.000 primjeraka i približno takva naklada ostala je sve do 1987. godine, s tim da je rekordna godina prodaje bila 1984. s prosječno 150.000 primjeraka dnevno. Sportske novosti su bile najtiražniji sportski list u Jugoslaviji. Takvoj izvanrednoj prodaji pridonijela je stručnost novinara, velik broj suradnika, inovacije u grafičkom uređivanju, orijentacija prema regijama, obuhvatno praćenje međunarodnog sporta - posebno velikih međunarodnih sportskih natjecanja. Velikoj nakladi su pridonijeli i značajni sportski uspjesi u tadašnjoj državi.
Izdavane su i sportske revije (SN revija, Sport magazin, Super Sport, Sprint). SN su nekad izlaze i nedjeljom, a od 2001. redovito. Višegodišnji urednik šahovske rubrike bio je poznati hrvatski šahist Mario Bertok. Novine su privatizirane 1992. godine. Vlasnik je postao Vice Međugorac, a od 2000. godine vlasnik je tvrtka Europapress holding. Godine 2004. uredništvo je preseljeno iz Slavonske avenije u Koransku ulicu. Od 8. ožujka 2008. postoji i internetsko izdanje Sportskih novosti, u suradnji s Jutarnjim listom. 
Godine 2008. Sportske novosti su dobile Trofej podmlatka, najvišu nagradu Hrvatskog nogometnog saveza. Dobitnici Zlatnog pera SN bili su Stjepan Ljubić, Ivan Snoj, Bora Stanković, Mirko Novosel, Dušan Osmanagić, Žarko Dolinar, Bojan Stranić, Vasilije Gojtan i Artur Takač.

## Glavni urednici
- Miroslav Habunek (1945. – 1962.)
- Vladimir Orešković (1962. – 1972.)
- Zvone Mornar (1972. – 1984.)
- Vilko Luncer (1984. – 1991.)
- Darko Tironi (1991. – 1999.)
- Janko Goleš (1999. – 2001.)
- Branko Tuđen (2001. – 2008.)
- Robert Šola (2008. – 2016.)
- Mario Zorko (2016. – 2020.)
- Robert Šola (2020. – )

### Elektroničko izdanje
- Ivan Jelkić
- Tihomir Hrga
- Siniša Sušec
- Robert Šola
- Vladimir Zrinjski

## Vanjske poveznice
- (NSK) – SN. Sportske novosti
- (NSK) – Sportske novosti (Online)
  - Sportske novosti na adresi https://sportske.jutarnji.hr/